# Grote wasmot
De grote wasmot (Galleria mellonella), voorheen wel simpelweg wasmot genoemd, is een vlinder uit de familie Pyralidae (snuitmotten).

## Beschrijving

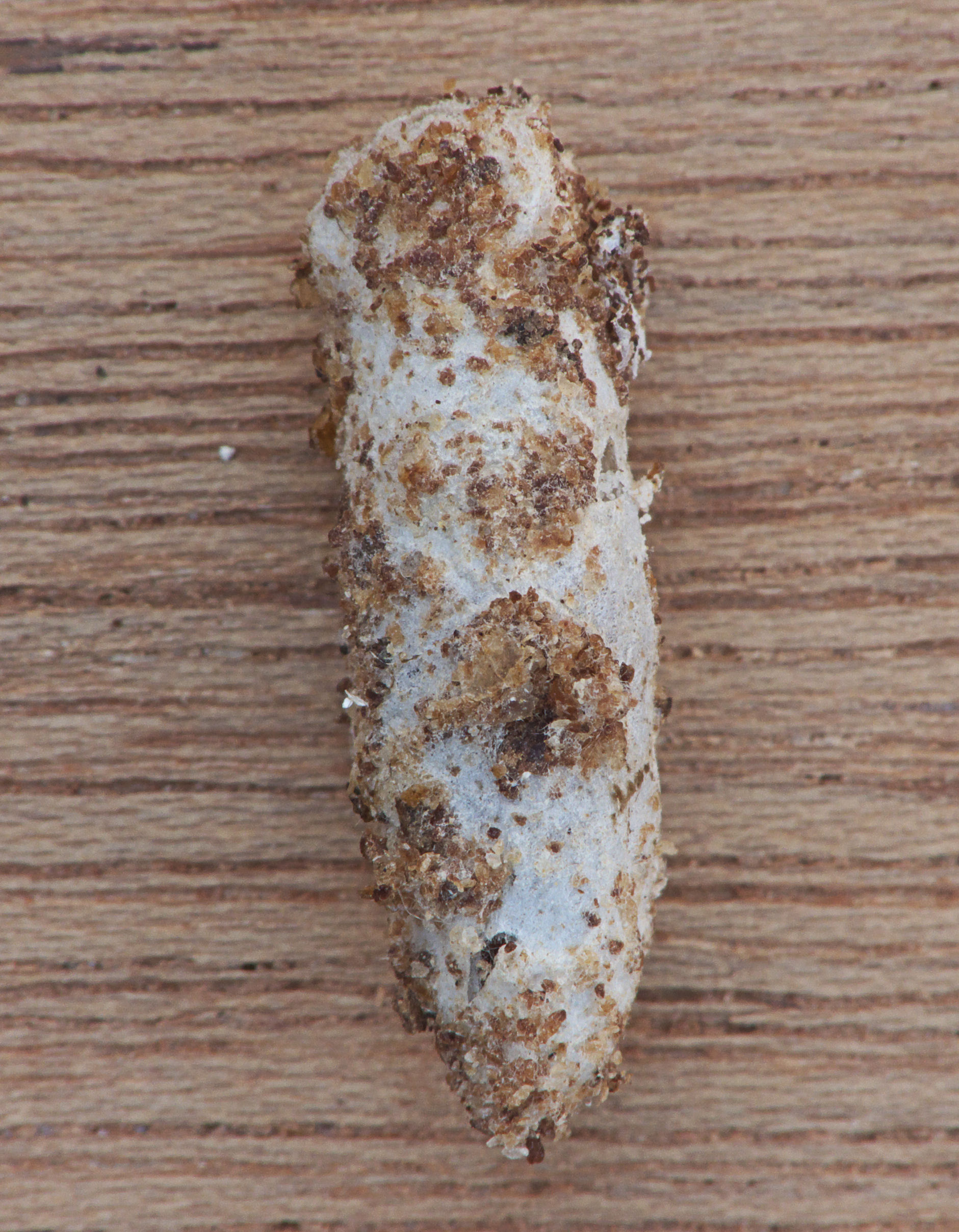
Cocon (23 mm lang)

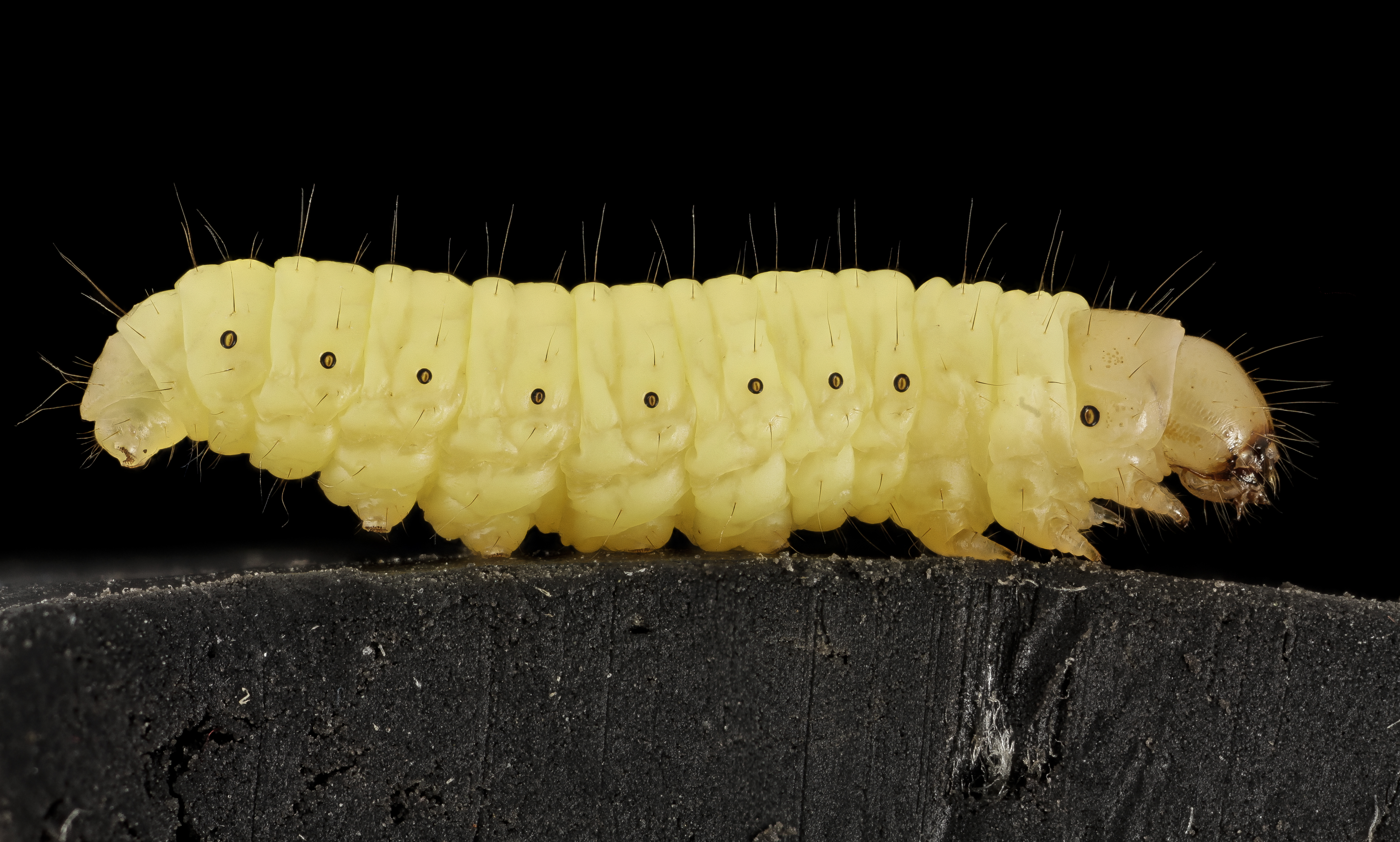
Rups

### Naam
De soort wordt grote wasmot genoemd, ter onderscheid van de kleine wasmot (Achroia grisella) en de hommelnestmot (Aphomia sociella).

### Grootte
De spanwijdte van de vlinder bedraagt tussen de 30 en 41 millimeter.

### Rups
De tot 3 cm lange rups van de grote wasmot is bruingrijs, eet bijenwas en stuifmeel en overwintert. De rups verpopt in een zelf gesponnen grijskleurige cocon. Volgroeide rupsen worden ook gebruikt voor menselijke consumptie.
De rups blijkt ook polyetheen te eten en dit plastic daarbij om te zetten in ethyleenglycol.

### Gehoor
Grote wasmotten kunnen frequenties horen tot 300 kHz, wat de grote wasmot tot het dier maakt dat de hoogste geluiden kan waarnemen (voor zover in 2013 bekend).

### Voorkomen in Nederland en België
De grote wasmot is in Nederland en in België een schaarse soort, die wel over het hele gebied verspreid kan worden waargenomen. De soort vliegt van mei tot oktober.